# آنتون روبینشتاین
آنتون گریگوریویچ روبینشتاین (به روسی: Анто́н Григо́рьевич Рубинште́йн) (زادهٔ ۲۸ نوامبر ۱۸۲۹ – درگذشتهٔ ۲۰ نوامبر ۱۸۹۴) آهنگساز روس و از بزرگ‌ترین نوازندگان پیانو در قرن نوزدهم میلادی بود. او در ۱۸۶۲ کنسرواتوار سنت پیترزبورگ را بنیان گذارد. از آثار او می‌توان به ۲۰ اپرا، ۶ سمفونی، و ۵ کنسرتو پیانو اشاره کرد.
آنتون روبینشتاین برادر بزرگ‌تر نیکلای روبینشتاین (بنیان‌گذار کنسرواتوار مسکو) و از استادان چایکوفسکی بود.